# Khépesh
| x · p | S · T16 |

| x · p | S · T16 |

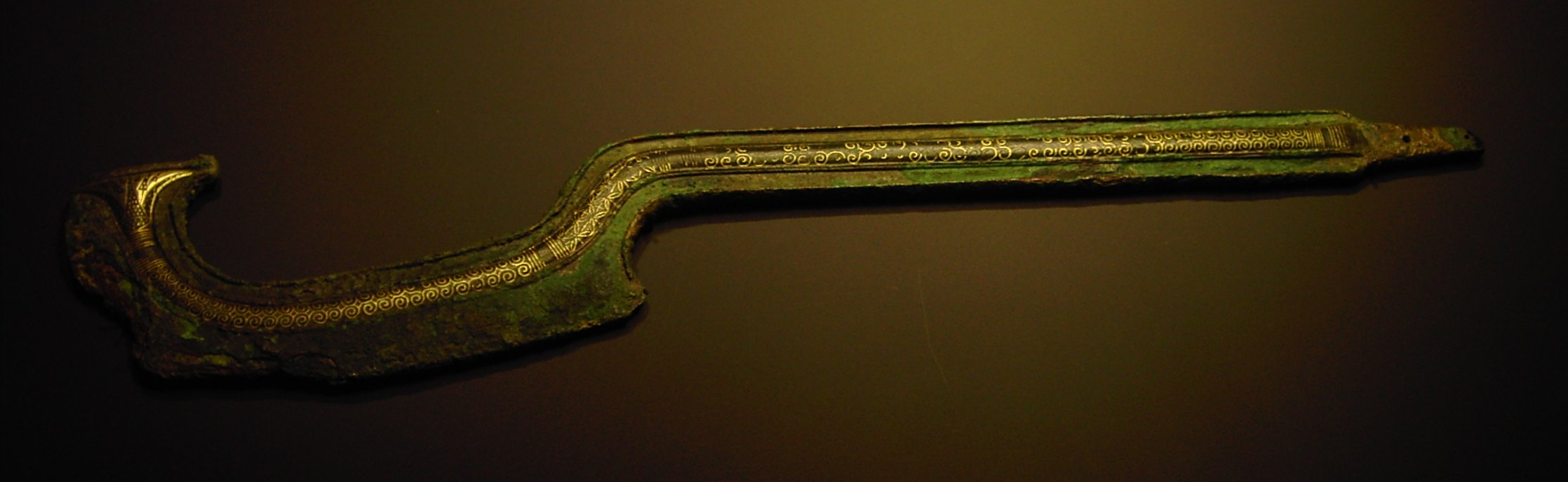
Khépesh trouvé à Naplouse ; la lame est ornée de décorations en électrum.

Le khépesh (ḫpš) est une arme égyptienne, d'origine hyksôs, utilisée pendant l'Antiquité. L'arme est en bronze et la moitié de la lame est recourbée en demi-cercle. Le khépesh doit son nom à sa ressemblance avec une patte de bœuf.
Le khépesh a d'abord été utilisé dans les guerres contre les Égyptiens, mais l'amélioration des relations de l'Égypte avec d'autres royaumes lui a finalement permis d'adopter le khépesh. Cette arme de guerre semble avoir été la plus utilisée durant le Nouvel Empire. Ramsès II aurait été le premier pharaon à avoir utilisé le khépesh en temps de guerre.
Bien que certains khépesh soient bien aiguisés, de nombreux exemples ne sont pas affûtés, ce qui apparemment montre qu'ils n'ont jamais été destinés à être utilisés ; il est possible que certains khépesh trouvés dans les tombes ne soient que des objets de cérémonie. Divers pharaons sont représentés avec un khépesh, et certains modèles ont été trouvés dans des tombes royales, comme les deux exemplaires dans la tombe de Toutânkhamon.
Le khépesh est une arme qui commence par une lame droite sur environ 30 cm, avant de se courber sur les 50 cm restant. Le khépesh est, conformément aux techniques de combat de sa période d'utilisation, plutôt une arme de taille. Son maniement s'apparente plus à celui d'une hache qu'à celui d'une épée.

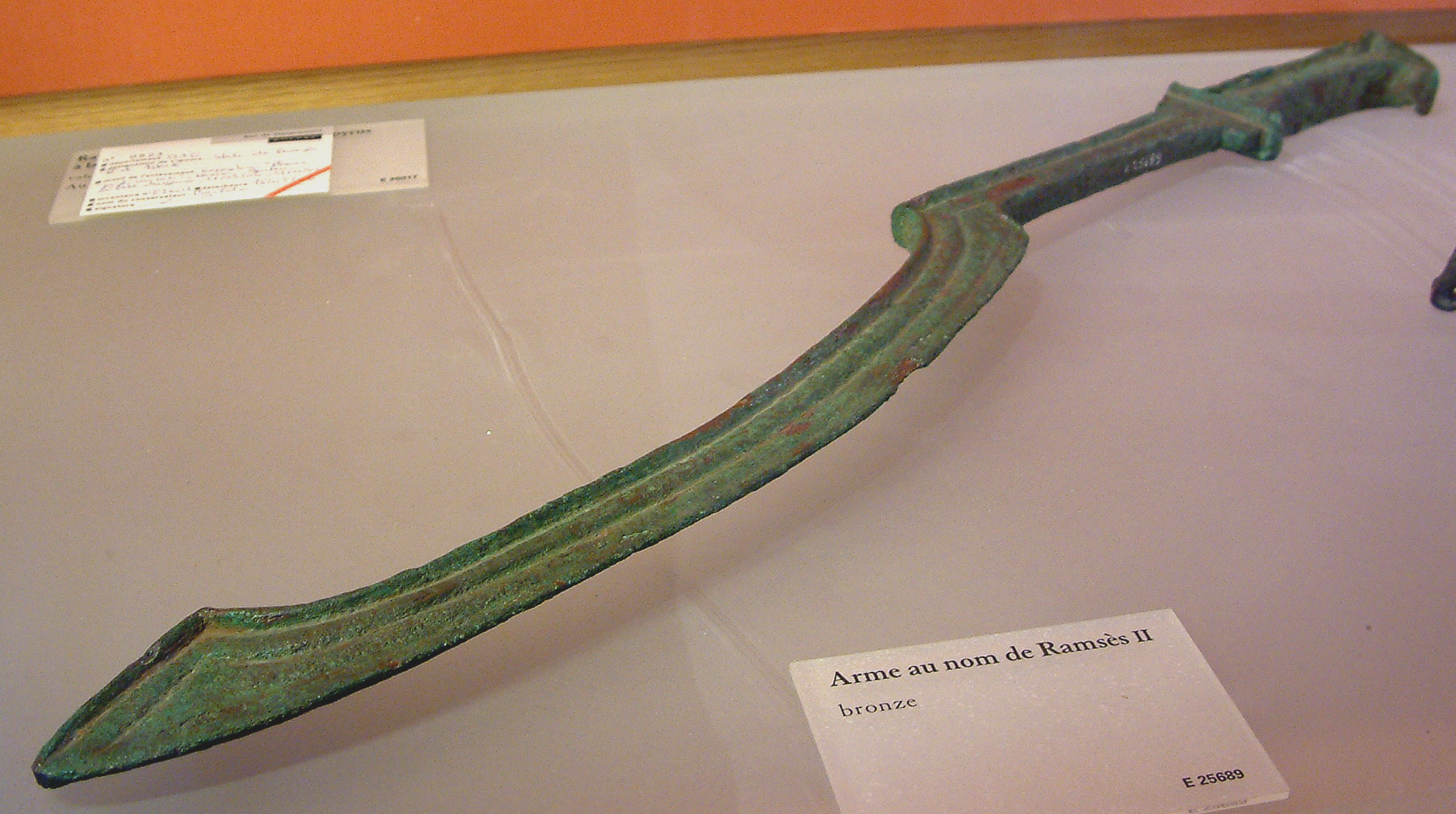
Khépesh au nom de Ramsès II

Cette arme a connu une évolution en passant dans le monde grec (kopis) et ibérique (falcata)[réf. nécessaire], en le rendant plus léger et plus maniable, avec une forme qui se rapproche plus de la machette. La version grecque, sous le nom générique de makhaira, ou kopis, deviendra l'arme de poing emblématique des armées d'Alexandre le Grand.